# 指示マーク

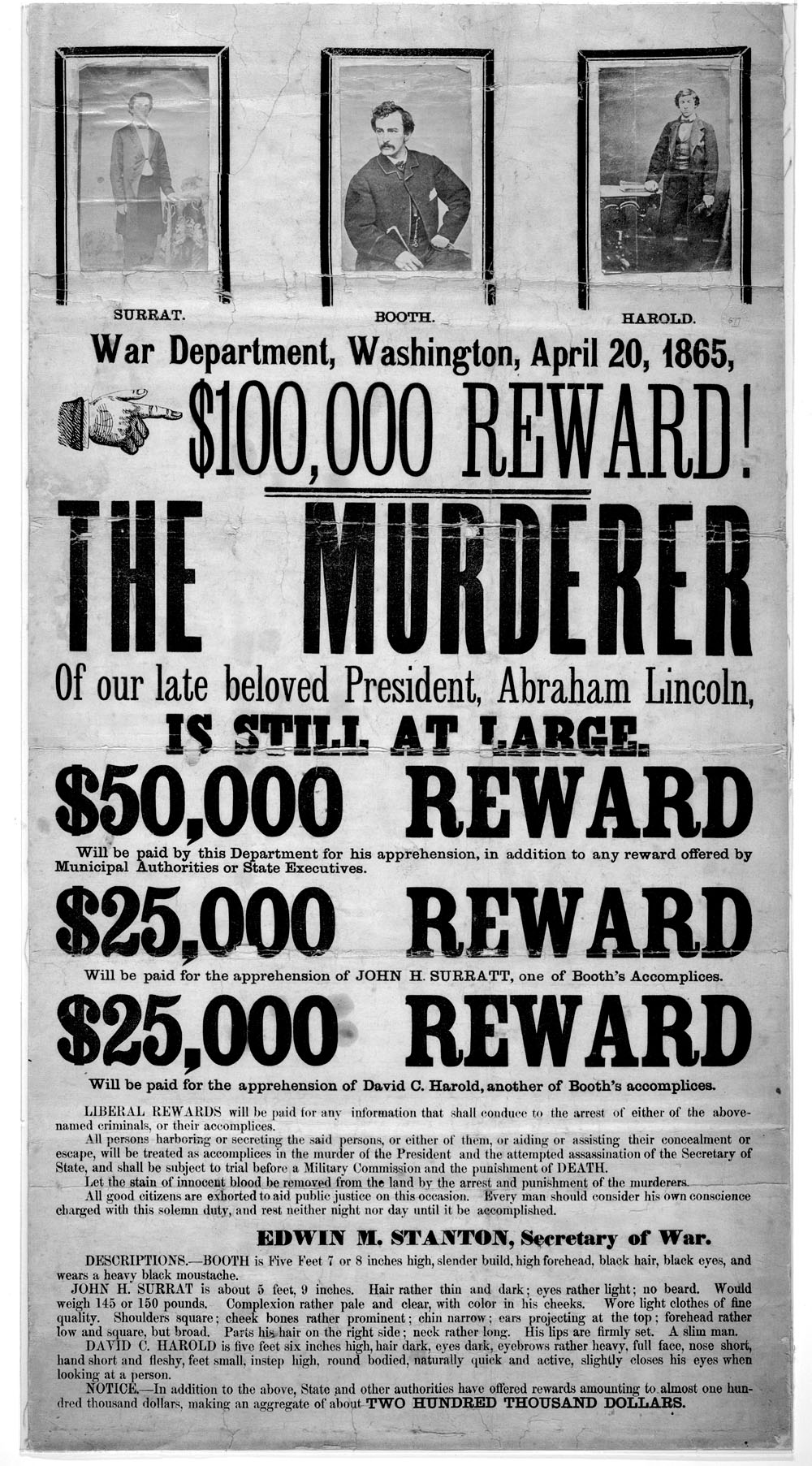
アメリカの指名手配書

指示マーク（しじマーク、☞）は、手の形をした記号（絵文字）である。主に方向を示す目的や強調ポイントを示す目的で使用される。

## 方向指示としての利用

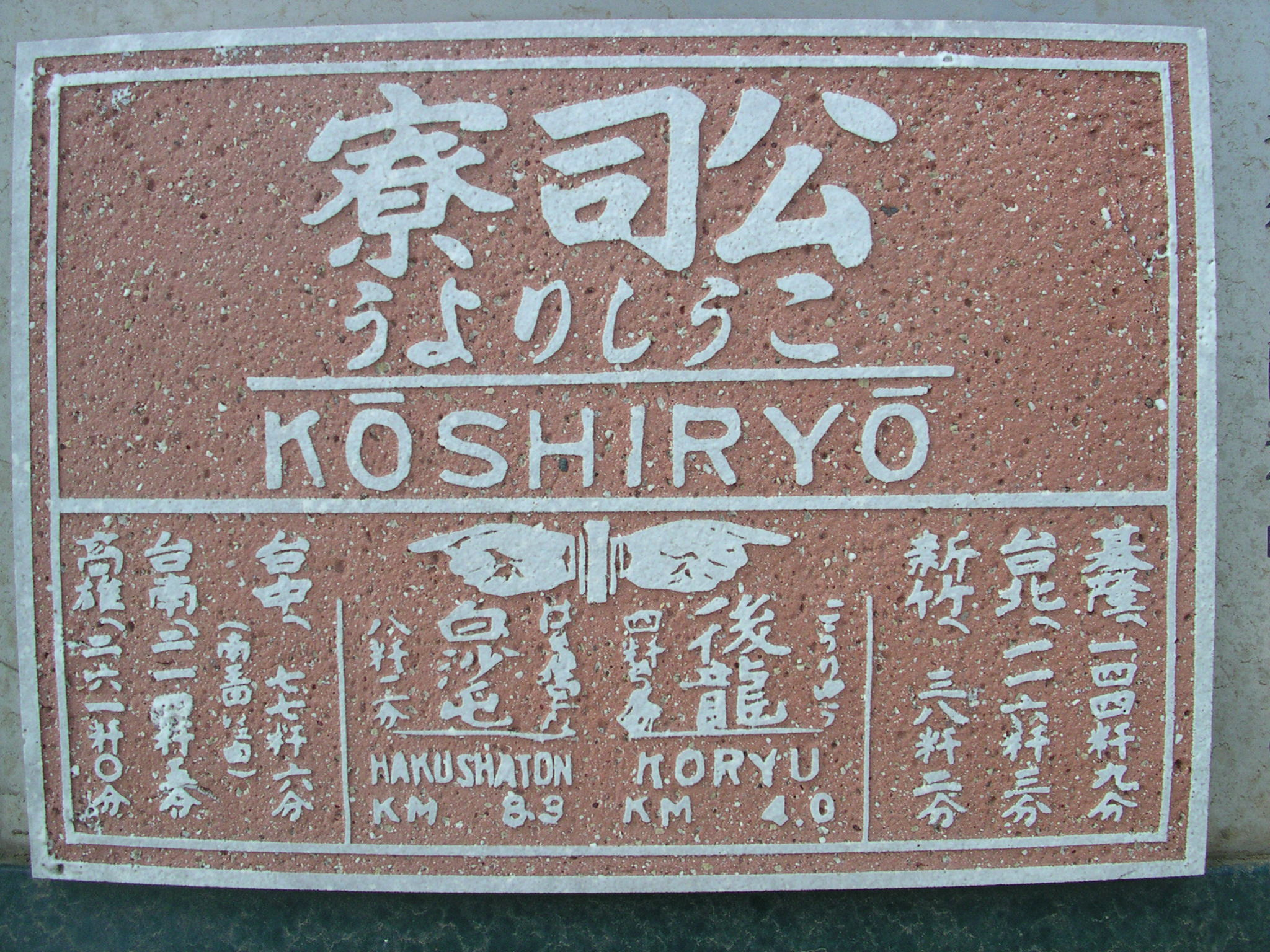
台湾・公司寮駅の駅名標（現 龍港駅）

山道などでは、指示マークを利用して、分岐路における方向と行き先を示す標識が使用されていることが多い。左右に分かれた分岐路の場合は右向きの指示マークを持った標識に右の道の行き先、左向きの指示マークを持った標識に左の道の行き先をしめす。
山頂や展望台などにおいては、その方向に何があるかを示す。まだ、駅名標で隣駅表記の用例もある。
日本では、葬儀会場への案内で用いられることが多かった（黒枠の紙に指示マークとその下に縦書きで○○家と記す）。主な理由として、電柱に貼った際の見やすさが挙げられる。近年では看板が主流となり、矢印が多く用いられる。

## 強調や参照を示す目的としての利用
書籍などで、文書中の強調箇所の左端に指示マークを使用して、右に示す文章を注意して読むように読者に促す目的で使用される。この場合は主に右向きの指示マークが使用される。
12世紀から18世紀の欧米においては、指示マークは公式の約物であった。主に他記事への参照に使用された。

## その他の利用
コンピュータにおいて、マウスカーソルをボタンの上に重ねたときに指示マークに変更するGUIを持っている環境は多い。これは、一般にボタンは指で押すものであるため、その様子を視覚的にわかりやすく表現したものである。これは、手の甲を向けた「👆」(U+1F446)である。

## 符号位置
| 記号 | Unicode | JIS X 0213   | 文字参照            | 名称                                           |
| ---- | ------- | ------------ | ------------------- | ---------------------------------------------- |
| ☚    | U+261A  | 1-13-94 包摂 | &#x261A; &#9754;    | 指示マーク BLACK LEFT POINTING INDEX           |
| ☛    | U+261B  | 1-13-94 包摂 | &#x261B; &#9755;    | 指示マーク BLACK RIGHT POINTING INDEX          |
| ☜    | U+261C  | 1-13-94 包摂 | &#x261C; &#9756;    | 指示マーク WHITE LEFT POINTING INDEX           |
| ☝    | U+261D  | 1-13-94 包摂 | &#x261D; &#9757;    | 指示マーク WHITE UP POINTING INDEX             |
| ☞    | U+261E  | 1-13-94      | &#x261E; &#9758;    | 指示マーク WHITE RIGHT POINTING INDEX          |
| ☟    | U+261F  | 1-13-94 包摂 | &#x261F; &#9759;    | 指示マーク WHITE DOWN POINTING INDEX           |
| 👆   | U+1F446 | 1-13-94 包摂 | &#x1F446; &#128070; | 指示マーク WHITE UP POINTING BACKHAND INDEX    |
| 👇   | U+1F447 | 1-13-94 包摂 | &#x1F447; &#128071; | 指示マーク WHITE DOWN POINTING BACKHAND INDEX  |
| 👈   | U+1F448 | 1-13-94 包摂 | &#x1F448; &#128072; | 指示マーク WHITE LEFT POINTING BACKHAND INDEX  |
| 👉   | U+1F449 | 1-13-94 包摂 | &#x1F449; &#128073; | 指示マーク WHITE RIGHT POINTING BACKHAND INDEX |

JIS X 0213では、JIS規格書によると1-13-94の指示マークは上下左右いずれの方向を示す記号も包摂するとしてある。